# Апухтина, Ирина Григорьевна
Ирина Григорьевна Апухтина (родилась 25 февраля 1963 года) — советская и российская регбистка, самбистка и дзюдоистка. Мастер спорта СССР по дзюдо, мастер спорта по самбо и регби.

## Биография
Окончила Ивановский государственный университет. Мастер спорта по дзюдо, регби и самбо, неоднократно выигрывала международные турнира. В составе женской сборной СССР выступала на первом в истории женском чемпионате мира в Уэльсе в 1991 году; позже была капитаном сборной и выиграла в 1992 году Кубок северных стран по регби.
В настоящее время работает тренером в клубе «Викинг» тренером в секции дзюдо (подопечные — дети от 4 лет). Также выступает за ветеранов спорта на чемпионатах Москвы и России (на чемпионате России 2012 года стала 2-й в своей категории).